# Blarney (ser)
Blarney, także Blarney Castle – rodzaj irlandzkiego sera półtwardego, który wytwarzany jest z krowiego mleka. Ser ten jest zaliczany do serów podpuszczkowatych. 
Produkuje się go w miejscowości Blarney w Irlandii; receptura sera nawiązuje do lokalnych tradycji serowarskich sięgających 600 lat wstecz.
Ser ma naturalną, złocistożółtą barwę. Charakteryzuje się kremową konsystencją i łagodnym, lekko kwaskowym smakiem. Porównywany jest do młodej goudy, zarówno pod względem smaku, jak i tekstury.
Blarney Castle nadaje się zarówno do spożycia na zimno, jak i na ciepło.